# VIVA Live!
VIVA Live! war eine Musiksendung, die zwischen 2005 und 2011 auf VIVA gesendet wurde. Während die ursprünglich von Collien Ulmen-Fernandes und Jan Köppen moderierte Sendung anfangs von Montag bis Freitag täglich ausgestrahlt wurde, gab es ab Januar 2009 nur noch je eine Ausgabe am Donnerstag und Freitag jeder Woche. Ab dem 17. März 2010 kam eine Mittwochsausgabe, sowie die neue Moderatorin Nadine Vasta, hinzu. Durch das neue Konzept von VIVA im Jahr 2011 wurde VIVA Live! seit dem 3. Januar 2011 immer montags bis donnerstags von 14:10 Uhr bis 15:15 Uhr ausgestrahlt.
Am 10. März 2011 wurde VIVA Live! zusammen mit der MTV-Sendung MTV Home eingestellt. Moderiert wurde die letzte Folge VIVA Live! von Collien Ulmen-Fernandes. 
VIVA Live! stellte das Pendant zu der – inzwischen ebenfalls eingestellten – Livesendung TRL von MTV dar.

## Neues Konzept der Sendung
Ab Oktober 2010 wurden alle Rubriken aufgegeben, sodass in jeder Sendung die VIVA Live! Supercharts liefen. Die Supercharts sollten die am meisten angeklickten Clips im Netz für die vergangene Woche repräsentieren. Ein Publikum gab es in diesen Sendungen nicht. Nach Einstellung der Show wurden die Supercharts als eigenständige Sendung ins Programm integriert.

## Frühere wöchentliche Ereignisse

### Popquiz
Jeden Dienstag traten zwei Kandidaten, welche vom Moderator willkürlich aus dem Publikum ausgewählt wurden, gegeneinander an und mussten Fragen zum Thema Popmusik beantworten. Nach jeder Runde erhielt derjenige, der die gestellte Frage richtig beantworten konnte, einen Punkt. Der Kandidat mit den meisten Punkten gewann und bekam einen Preis, welcher meistens aus einem auswählbaren Konzertticket bestand.

### Deine Performance
Anfangs gab es bei VIVA Live! (meist dienstags bzw. donnerstags) die Show „Deine Performance“. In dieser internen Show treten drei Acts gegeneinander an. Meistens treten einzelne Personen an, allerdings kann man auch zu zweit auftreten. Bei dieser Show können die Kandidaten ein beliebiges Talent präsentieren, z. B.: singen, tanzen aber auch Fußballtricks vorführen. Jeder Kandidat hat 60 Sekunden Zeit sein Talent zu präsentieren. Nach den Auftritten kann bis zum Schluss der Sendung für seinen Favoriten angerufen werden, am Ende wird dann der Gewinner bekannt gegeben und gewinnt auch einen besonderen Preis, dieser variiert allerdings von Sendung zu Sendung.

### Top 10 Single-Charts
Die offiziellen Top 10 der deutschen Singlecharts wurde immer donnerstags veröffentlicht.

### Musikvideo-Premieren
Neue Videos wurden meist am Donnerstag oder Freitag präsentiert.

### Gäste
Es kamen bis Oktober 2010 regelmäßig Gäste zur Sendung. Bis Mitte September 2006 waren über 160 Gäste in der Show. Zu ihnen gehörten u. a. US5, die in der Premierensendung zu Gast waren, aber auch Bands wie Tokio Hotel oder T.A.T.u.

### Wunschcliptag
An den Tagen, an denen keine Gäste zu Besuch waren, veranstaltete VIVA Live! einen Wunschcliptag. Die Zuschauer wurden dazu aufgerufen, aus einer zuvor veröffentlichten Playlist einen Song auszusuchen und diesen Clip dann während der Live-Show entweder per E-Mail oder durch einen Anruf mitzuteilen. Seit der Umgestaltung des Studios im Sommer 2009 fand so eine Sendung nicht mehr statt.

## Moderation
Anfangs wurde die Sendung von den drei Moderatoren Johanna Klum, Gülcan Kamps und Klaas Heufer-Umlauf moderiert. Im Jahr 2006 moderierte Martin Tietjen eine Spezialausgabe von der YOU. Ab 2007 moderierten nur noch Kamps und Heufer-Umlauf die Sendung und wurden gelegentlich von Johanna Klum und Collien Ulmen-Fernandes vertreten. Ab 2008 moderierten dann als feste Moderatoren Collien Ulmen-Fernandes, Gülcan Kamps und Klaas Heufer-Umlauf die Sendung und wurden gelegentlich von Johanna Klum und den neu hinzugekommenen VJs Jan Köppen und Sebastian König vertreten. Bis Mitte 2009 war diese Moderatorenriege gestaltet. Ab Juli 2009 moderierten nur noch Collien Ulmen-Fernandes und Jan Köppen die Sendung. Ab dem 17. März 2010 gehörte auch Nadine Vasta zum Moderatorenteam.